# Du Cane Range
Du Cane Range är en bergskedja i Australien. Den ligger i delstaten Tasmanien, i den sydöstra delen av landet, omkring 150 kilometer nordväst om delstatshuvudstaden Hobart.
Du Cane Range sträcker sig 12,3 km i öst-västlig riktning. Den högsta toppen är Mount Massif, 1 514 meter över havet.
Topografiskt ingår följande toppar i Ducane Range:
- Castle Crag
- Mount Geryon
- Mount Gould
- Mount Massif
- The Acropolis